# 아이세포스
아이세포스(그리스어: Αίσηπος)는 그리스 신화에 나오는 이름으로 다음의 두 명을 지칭한다.
- 하신(河神)

아이세포스는 오케아노스와 테튀스의 아들로 '강(江)의 신' 중의 하나
- 트로이의 장수의 이름

아이세포스는 부콜리온과 샘물의 요정 아바르바레에의 아들이다. 페다소스와 쌍둥이 형제로 아버지 부콜리온은 트로이아의 왕 라오메돈의 서자였다. 이 두 형제는 트로이아 전쟁에서 트로이 군으로 참가했다가 둘 다 그리스의 장수 에우뤼알로스에 의해 전사했다. (호메로스. 일리아스 제6권 20행~28행)